# José Luis Pérez Guadalupe
José Luis Pérez Guadalupe (Chiclayo, Lambayeque, 8 de abril de 1965) es un sociólogo y educador peruano.  Durante el Gobierno de Ollanta Humala, fue su último Ministro del Interior del Perú, del 17 de febrero de 2015 hasta el 28 de julio de 2016.

## Biografía
Es licenciado en Ciencias Sociales por la Pontificia Universidad Gregoriana de Roma y en Educación por la Pontificia Universidad Católica del Perú. También es licenciado canónico y magíster en Sagrada Teología por la Facultad de Teología Pontificia y Civil de Lima.
Cuenta con una maestría en Criminología en la Universidad del País Vasco y otra en Antropología en la Pontificia Universidad Católica del Perú. Asimismo es doctor en Ciencias Políticas y Sociología por la Universidad de Deusto, del País Vasco y magíster en Administración y Habilidades Directivas en CENTRUM-EADA
Desde 1986, se desempeñó como agente de pastoral carcelaria en el penal de Lurigancho. Realizó una serie de investigaciones en el campo penitenciario y criminológico, tanto en Perú como en Chile.
De 1999 a 2011, fue director de la Comisión Diocesana de Pastoral Social de la Diócesis de Chosica y del Instituto de Teología Pastoral Fray Martín. También fue vicepresidente del Instituto de Estudios Social Cristianos (IESC).
Asimismo, ha sido profesor de la maestría de Derecho Penal de la Pontificia Universidad Católica del Perú, del MBA de la Universidad del Pacífico y del Doctorado de Derecho de la Universidad San Martín de Porres.
En agosto del 2011 asumió la presidencia del Instituto Nacional Penitenciario (INPE), cargo que ejerció hasta antes de ser nombrado ministro del Interior en febrero de 2015.
En 2017 publicó el libro Entre Dios y el César, donde se explica la presencia la política cristiana evangélica aplicada en el Perú.

### Ministro del Interior

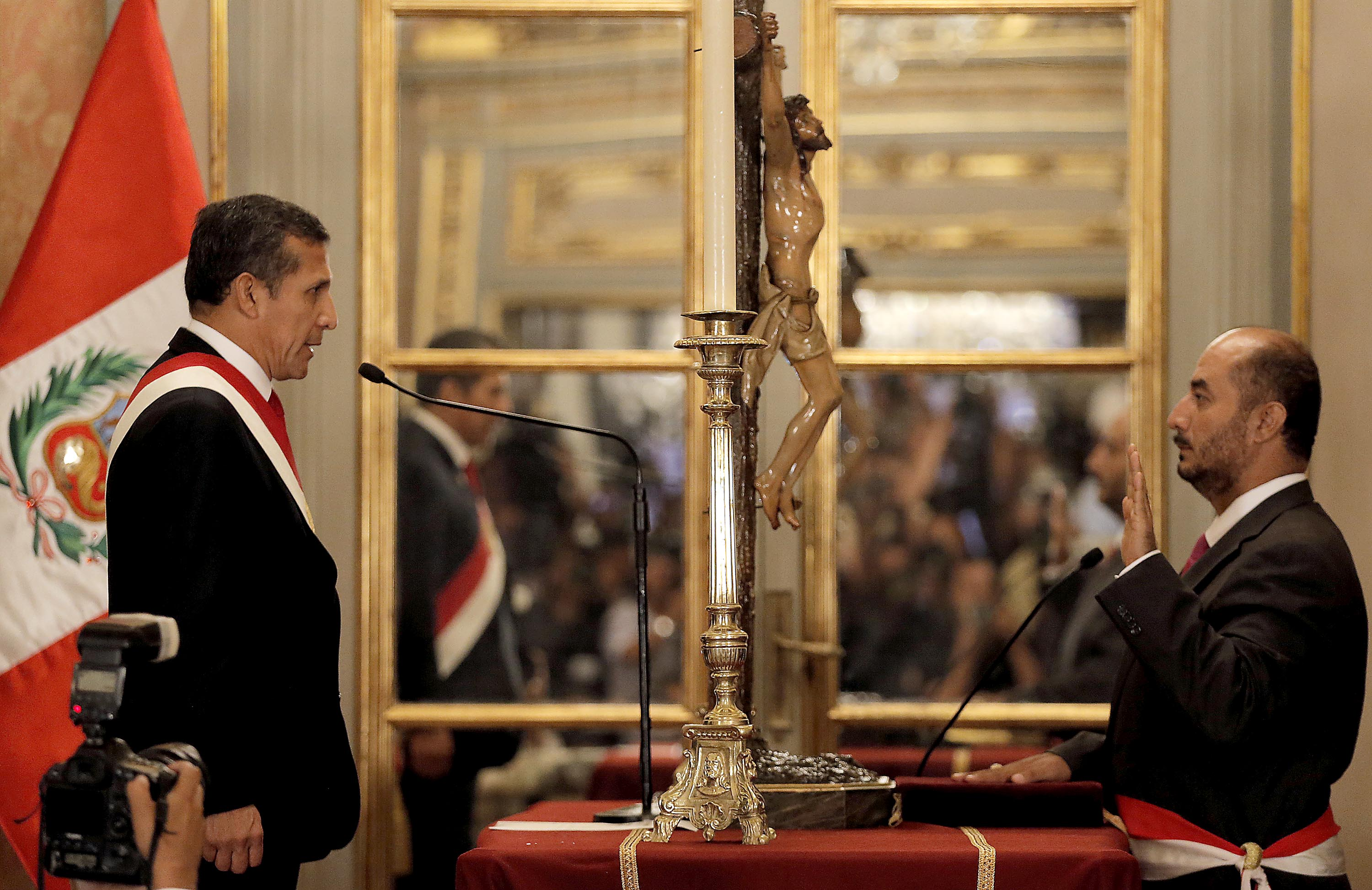
José Luis Pérez Guadalupe juramentando como Ministro del Interior ante el presidente Ollanta Humala.

El 17 de febrero de 2015, Pérez Guadalupe juró como el séptimo ministro del Interior del gobierno del presidente Ollanta Humala, en reemplazo de Daniel Urresti Elera, integrando así un renovado gabinete presidido por Ana Jara. La ceremonia, en la que también juraron los ministros Daniel Maurate Romero (Trabajo y Promoción del Empleo), Marcela Huaita Alegre (Mujer y Poblaciones Vulnerables), Rosa María Ortiz Ríos (Energía y Minas) y Fredy Otárola Peñaranda (Justicia y Derechos Humanos), se realizó en el Salón Dorado de Palacio de Gobierno.